# الکسا گلاتچ
 الکسا گلاتچ (انگلیسی: Alexa Glatch؛ زادهٔ ۱۰ سپتامبر ۱۹۸۹) یک تنیس‌باز اهل ایالات متحده آمریکا است.